# GolTV (Latinoamérica)
GolTV es un canal de televisión por suscripción latinoamericano de origen uruguayo que emite programación deportiva.

## Historia
La señal latinoamericana de GolTV fue lanzada en 2005, como la primera señal de Latinoamérica cuya programación es solamente deportiva. En 2015, el canal cumplió 10 años al aire.
Hasta mediados de 2013 su distribución en el continente fue muy amplia llegando prácticamente a toda la región, sin embargo fue cediendo espacio en los principales cableoperadores debido a la pérdida de los derechos de ligas y competiciones importantes como la Bundesliga y la Copa Italia, las cuales fueron adquiridas por Fox Sports, ESPN y DirecTV Sports.
En 2013, GolTV abre su primer centro de operaciones en Perú y adquiere los derechos de emisión para el fútbol descentralizado de dicho país. Ese mismo año, se realiza un acuerdo mediante el cual algunos de los partidos se emitirían en señal abierta por TV Perú al nivel nacional, mientras que GolTV tendría la exclusividad de los restantes al nivel latinoamericano. Sin embargo, en 2014, la oferta de TV Perú es reemplazada por la de América Televisión, hasta la llegada de la contraoferta de Latina Televisión con una oferta de US$15 millones a GolTV para emitir los partidos por un lapso de 5 años.
En 2015, el canal lanza GolTV Play, una plataforma vía streaming, la cual actualmente tiene en exclusiva la Primera División del Perú, la Serie A y la Serie B de Ecuador y también la Primera División de Uruguay.
En agosto de 2017, llegó a un acuerdo con la Federación Ecuatoriana de Fútbol para la adquisición de los derechos de TV de la liga de dicho país por 276 millones de dólares. Sin embargo, el 25 de enero de 2018, una orden judicial por parte del exfutbolista y político Dalo Bucaram, anuló dicho acuerdo debido a que, según Bucaram, "el convenio fue hecho a dedo". Debido a ello, la Federación Ecuatoriana de Fútbol cedió los derechos a los clubes para que estos decidan la empresa que mejor les convenga. El 27 de marzo, los clubes, mediante una votación, decidieron ratificar a GolTV como la empresa elegida para la transmisión de los partidos del fútbol ecuatoriano.
El 24 de febrero de 2018, GolTV comienza a emitir la señal exclusiva para Ecuador a través del satélite SES 6.
Luego de albergar sus sedes entre Buenos Aires y Montevideo en marzo del 2018 GolTV Latinoamérica se trasladó a Lima, estableciendo a Perú como su actual sede central.
El 1 de enero de 2024, los programas de GolTV producidos en Ecuador fueron renombrados y trasladados a la plataforma Star+, esto es debido al vencimiento de contrato entre GolTV y DirecTV, siendo la única empresa de televisión pagada en el Ecuador que tuvo el canal en su guía de programación, los programas fueron producidos por PEGSA Group Ecuador hasta el 14 de julio del mismo año donde marca el fin de operaciones de GolTV en Ecuador.

## Señales
La señal es emitida en alta definición en simultáneo con la señal en resolución estándar.
- Señal Panregional: señal emitida desde Lima para varios países de Latinoamérica. Usa como referencia los horarios de Lima (UTC-5) y Montevideo (UTC-3).
  - Subseñal Perú: distribuida exclusivamente por Movistar TV. Realiza desconexión territorial para no emitir los partidos de la Primera División del Perú, los cuales son emitidos por GOLPERU.
  - Subseñal Uruguay: distribuida exclusivamente para Uruguay. Realiza desconexión territorial, para emitir los partidos del fútbol uruguayo, (a falta de espacio en VTV Plus/VTV) y emisiones ocasionales del canal Dexary.

## Propietarios
Es operado por la empresa GolTV, propiedad del multimedio uruguayo Tenfield. Los impulsores de GolTV señal Latinoamérica son los empresarios y exfutbolistas: Francisco Casal, Enzo Francescoli y Nelson Gutiérrez.

## Programación
- Primeira Liga
- Primera División del Perú (excepto Perú) (solo los partidos de local de Sport Boys y Universitario)
- Primera División de Uruguay (excepto Uruguay)
- Clasificación de Conmebol para la Copa Mundial de Fútbol de 2026 (solo para Uruguay)
- KNVB Cup
- Johan Cruyff Shield